# Guillaume-René Meignan
Guillaume-René Meignan (12 de abril de 1817 em Chauvigné, França - 20 de janeiro de 1896 em Tours) foi um apologista católico francês e exegeta bíblico, arcebispo de Tours e cardeal.

## Vida
Tendo constatado a sua vocação para o sacerdócio, após a conclusão dos estudos académicos no liceu de Angers e no Château-Gontier, estudou filosofia no seminário de Le Mans, onde recebeu o subdiaconato em 1839. Desta instituição passou para o Collège de Tessé, que pertencia à Diocese de Le Mans, onde, enquanto lecionava em um dos graus médios, continuou seus próprios estudos eclesiásticos.
O Abade Bercy, orientalista de alguma distinção, cuja atenção atraiu em Le Mans e mais tarde em Tessé, aconselhou-o a fazer da exegese escritural seu estudo especial. Jean-Baptiste Bouvier o ordenou sacerdote (14 de junho de 1840) e o enviou a Paris para um novo curso de filosofia com Victor Cousin. Meignan conheceu Ozanam, Montalembert e outros como eles, que o incentivaram a se preparar para as polêmicas necessidades da época, continuando seus estudos na Alemanha.
Seguindo esse conselho, ele se tornou aluno em Munique de professores como Joseph Görres, Ignaz von Döllinger e Karl Joseph Hieronymus Windischmann; e quando sua atração anterior pelos estudos das Escrituras foi totalmente despertada sob o estímulo das então novas discussões de Tübingen, ele se dirigiu a Berlim, onde assistiu às palestras de August Neander, Ernst Wilhelm Hengstenberg e Friedrich Wilhelm Joseph Schelling.
Em, ou logo depois de maio de 1843, Meignan voltou a Paris para ser contado entre o clero da arquidiocese, mas logo (1845) foi obrigado a visitar Roma para o bem de sua saúde, que estava debilitada. Ele pareceu se recuperar imediatamente e foi capaz de seguir seus estudos com tanto sucesso que obteve o Doutorado em Teologia na Sapienza (março de 1846). Aqui novamente ele foi ajudado pelo interesse e conselho de muitos homens eminentes, de Giovanni Perrone e Olympe-Philippe Gerbet, bem como pelos ensinamentos de Carlo Passaglia, Francis Xavier Patrizi e Augustin Theiner. Entre este período e 1861, quando se tornou professor de Sagrada Escritura na Sorbonne, ocupou vários cargos acadêmicos na Arquidiocese de Paris, da qual Mons. Darboy o fez Vigário Geral em 1863. Em 1864 foi elevado ao bispado de Châlons, em 1882 transferido para a Sé de Arras e em 1884 para o arcebispado de Tours.

## Trabalho
Ele foi um dos principais antagonistas de Ernest Renan. Ele teve como objetivo esclarecer a mente leiga sobre tópicos atuais de controvérsia e fornecer a seus leitores o ponto de vista cristão. Sua carreira como apologista começou já em 1856, com a publicação de "Les Prophéties messianiques. Le Pentateuque "(Paris). Em 1860 apareceu "M. Renan réfuté par les rationalistes allemands" (Paris) e "Les Evangiles et la critique au XIXe siècle" (Paris); em 1886 "De l'irréligion systématique, ses influences actuelles" (Paris); em 1890 "Salomon, son règne, ses écrits" (Paris); em 1892 "Les prophètes d'Israël et le Messie, depuis Daniel jusqu'à Jean-Baptiste" (Paris).
Ele escreveu muitas outras obras sobre temas semelhantes. Seu tratamento da profecia messiânica se estende além da mera exegese verbal e inclui um exame crítico dos eventos e condições históricas. Como outros grandes polemistas católicos de sua época, ele teve que sofrer críticas adversas; estas foram respondidas pelo Papa Leão XIII, que o elevou ao cardinalato em 15 de dezembro de 1892.